# Референдум о статусу Крима 2014.
Референдум о статусу Крима (рус. Рефере́ндум о ста́тусе Кры́ма) одржан је 16. марта 2014. године са циљем да се донесе одлука о даљој судбини дотадашње Аутономне Републике Крим и града Севастопоља у склопу Украјине.
Референдум је одржан након масовних протеста у Кијеву који су довели до свргавања председника Виктора Јануковича 22. фебруара 2014. године и успостављања привремене власти од представника покрета који се на улицама оружано супротставио режиму.
Русија је потез свргавања прогласила противправним актом и наставила да признаје Јануковича као демократски изабраног председника, док је већина западних влада одмах признала нову власт. Привремена власт је оцењена као радикална и десничарска, а неке од функција су заузели људи са екстремистичком и неонацистичком прошлошћу. У градовима са руским становништвом су одржани протести против нове власти, наглашавајући побуну против "нациста и олигарха" и противљење "русофобији и антисемитизму".
Локалне власти на Криму су реаговале брзо, прво постављајући новог председника локалне власти 27. фебруара и заказујући референдум о статусу Крима за 25 мај. Тада је од 110 чланова скупштине, 78 гласало ЗА и 6 је било уздржано. Убрзо, 6. марта померају датум референдума за 16. март, а 11 марта локална скупштина Крима проглашава независност од Кијева и објављује да будућност зависи од одлуке на референдуму о прикључењу Руској федерацији. У декларацији су се позвали на случај пред Међународним судом УН о случају Косово од 22. јуна 2010. године да једнострано проглашавање независности не нарушава ни један међународни акт. Градски совјет Севастопоља, који је формално издвојена јединица од Крима, је 6. марта донео идентичне одлуке.
Референдумско питање је гласило:
- Да ли сте за уједињење Крима с Руском Федерацијом у статусу субјекта федерације?
- Да ли сте за успостављање устава из 1992. и статус Крима као дела Украјине?

На Криму је било 1.534.815 гласача, а у Севастопољу 309.774 гласача. Председник Комисије за припрему референдума је био Михаил Малишев. Пријављено је 69 међународних посматрача из 13 земаља који су пратили ток референдума.
Према прелиминарним резултатима објављеним након референдума већина гласача (излазност је била 83,1%), њих 1.233.002 или 96,77% гласала је за отцепљење од Украјине и припајање Русији.

## Последице
Још док је трајао референдум су објављене реакције из Европске уније. Председник Европског Савета Херман ван Ромпеј и Председник Европске Комисије Жозе Мануел Барозо су у заједничком саопштењу саопштили "Референдум је незаконит и нелегитиман и његов резултат неће бити признат". Одмах је најављено да ће бити уведене извесне санкције.
Амерички државни секретар Џон Кери је у телефонском разговору поручио руском министру иностраних послова Сергеју Лаврову да САД неће прихватити резултате референдума на Криму.
Сутрадан по референдуму је званични Вашингтон објавио листу од 11 Руса и Украјинаца чија се имовина у Америци замрзава и забрањује путовање. ЕУ је објавила листу са 21 особом којима су одређене исте мере.
Путин и представници Крима и Севастопоља су потписали Споразум о приступању Руској федерацији 18. марта. Путин је упутио захтев Парламенту Руске федерације да ратификује овај Споразум. У споразуму су наведени рокови за завршетак прелазних фаза. До 1. јануара 2015. године треба да се ускладе економски, финансијски и правни оквир. Иако је од првог дана руска рубља била у оптицају дат је период до 1 јануара 2016 до када ће важити украјинска гривна. Избори на Криму ће се одржати септембра 2015. године.
Председник Руске Федерације Владимир Путин је 26. марта потписао декрет о присаједињењу Крима и Севастопоља у Руску Федерацију.